# Kongresszusi Könyvtár
A Kongresszusi Könyvtár az Amerikai Egyesült Államok nemzeti könyvtára, mely Washingtonban található négy épületben. Ez a világ legnagyobb könyvtára mind fizikai méretei, mind tárolt könyveinek, dokumentumainak száma szerint.

## Történelem
A könyvtár az 1800. évi kongresszusra épült, és a 19. század jelentős részében az Amerikai Egyesült Államok Capitoliumában működött. Miután az 1812-ben folyó brit–amerikai háború idején gyűjteményének legnagyobb része elpusztult, Thomas Jefferson saját gyűjteményét, 6487 kötetet adott el a könyvtár részére. A század közepétől az amerikai polgárháborút követően a könyvtár gyors növekedésnek indult méretében és jelentőségében egyaránt. A 20. századra kimagasló szerepet szerzett magának az értékek megőrzésében. A könyvtár elsődleges küldetése, hogy a kongresszusi tagok által felvetett kérdéseket kutassa. Bár a könyvtár nyitva áll a nyilvánosság előtt, csak könyvtártagok, kongresszusi tagok, a legfelsőbb bíróság bírói és más magas rangú hivatalnokok nézhetnek bele a könyvekbe.
A könyvtár négy helyszínen működik. Legrégebbi épülete a Thomas Jefferson-épület, mely 1897-ben nyílt meg, a könyvtár fő épülete. A John Adams-épület 1939 januárjában, a James Madison Memorial-épület 1980-ban, az audio-video központként üzemelő Packard Campus pedig 2007-ben nyílt meg.

## Könyvtárosai
„A Kongresszus könyvtárosa” (Librarian of Congress) a Kongresszusi Könyvtár vezetője, akit az Egyesült Államok elnöke jelöl ki a szenátus javaslatára.
1. John J. Beckley (1802–1807)
2. Patrick Magruder (1807–1815)
3. George Watterston (1815–1829)
4. John Silva Meehan (1829–1861)
5. John Gould Stephenson (1861–1864)
6. Ainsworth Rand Spofford (1864–1897)
7. John Russell Young (1897–1899)
8. Herbert Putnam (1899–1939)
9. Archibald MacLeish (1939–1944)
10. Luther H. Evans (1945–1953)
11. Lawrence Quincy Mumford (1954–1974)
12. Daniel J. Boorstin (1975–1987)
13. James H. Billington (1987–2015)[3]
14. David S. Mao (2015–2016) (megbízott)
15. Carla Hayden (2016–)[4]

## Magyar vonatkozások
- A Kongresszusi Könyvtár egyik legnagyobb nyelvtudású könyvtárosa Sólyom C. Lajos, aki 1868-tól haláláig, 1913-ig végzett a könyvtárban rendszerező és feldolgozói munkát.
- Gabriel Horchler: Osztályozás és tárgyszókatalógus a Kongresszusi könyvtárban (Library of Congres (Washington) és jelentőségük a magyar anyag faltárásában. Könyvtári Figyelő, 27. évf. 1981. Különszám. Archiválva 2016. december 20-i dátummal a Wayback Machine-ben

## Galéria

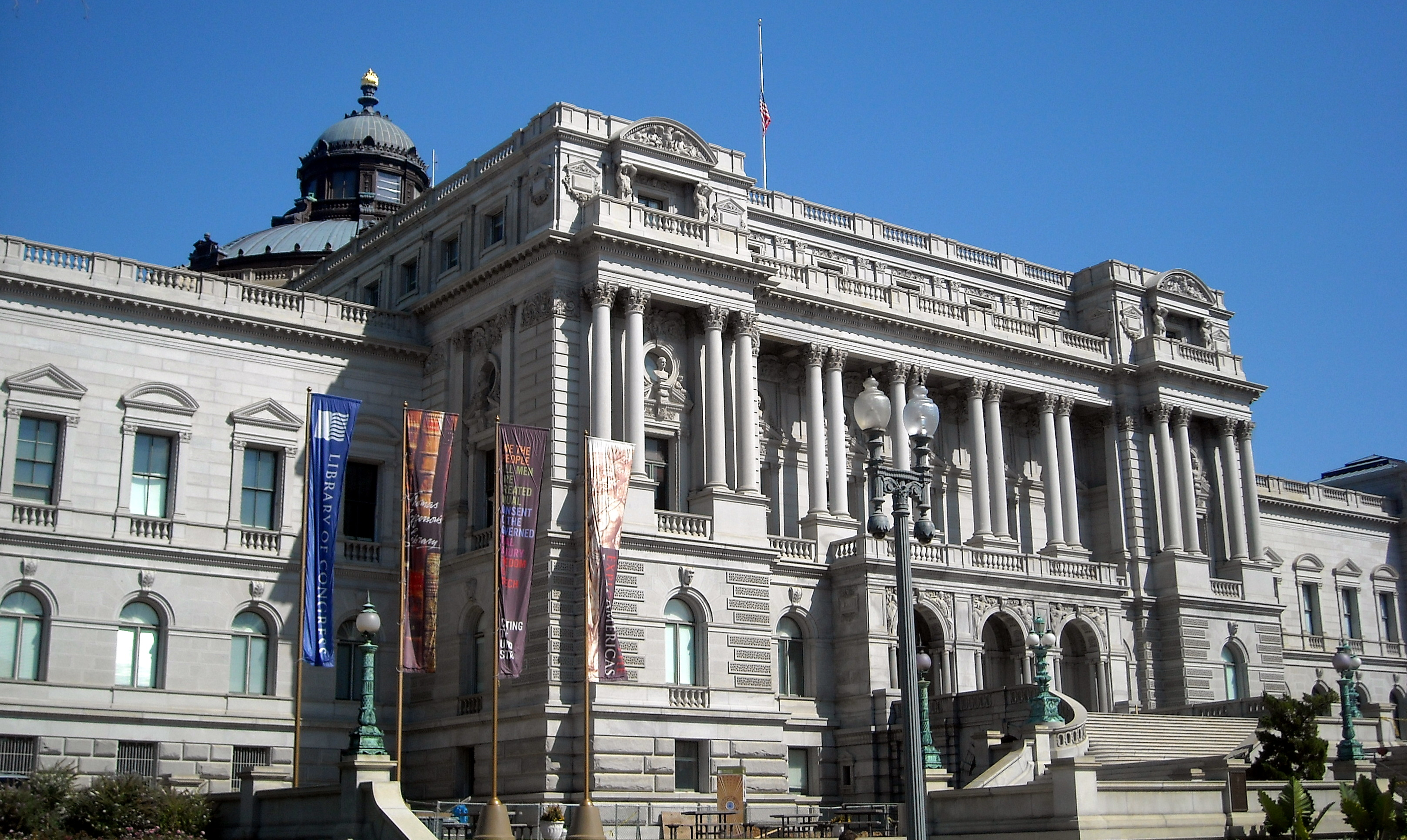
Thomas Jefferson-épület
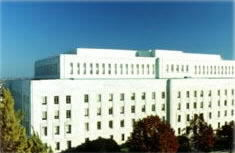
John Adams-épület
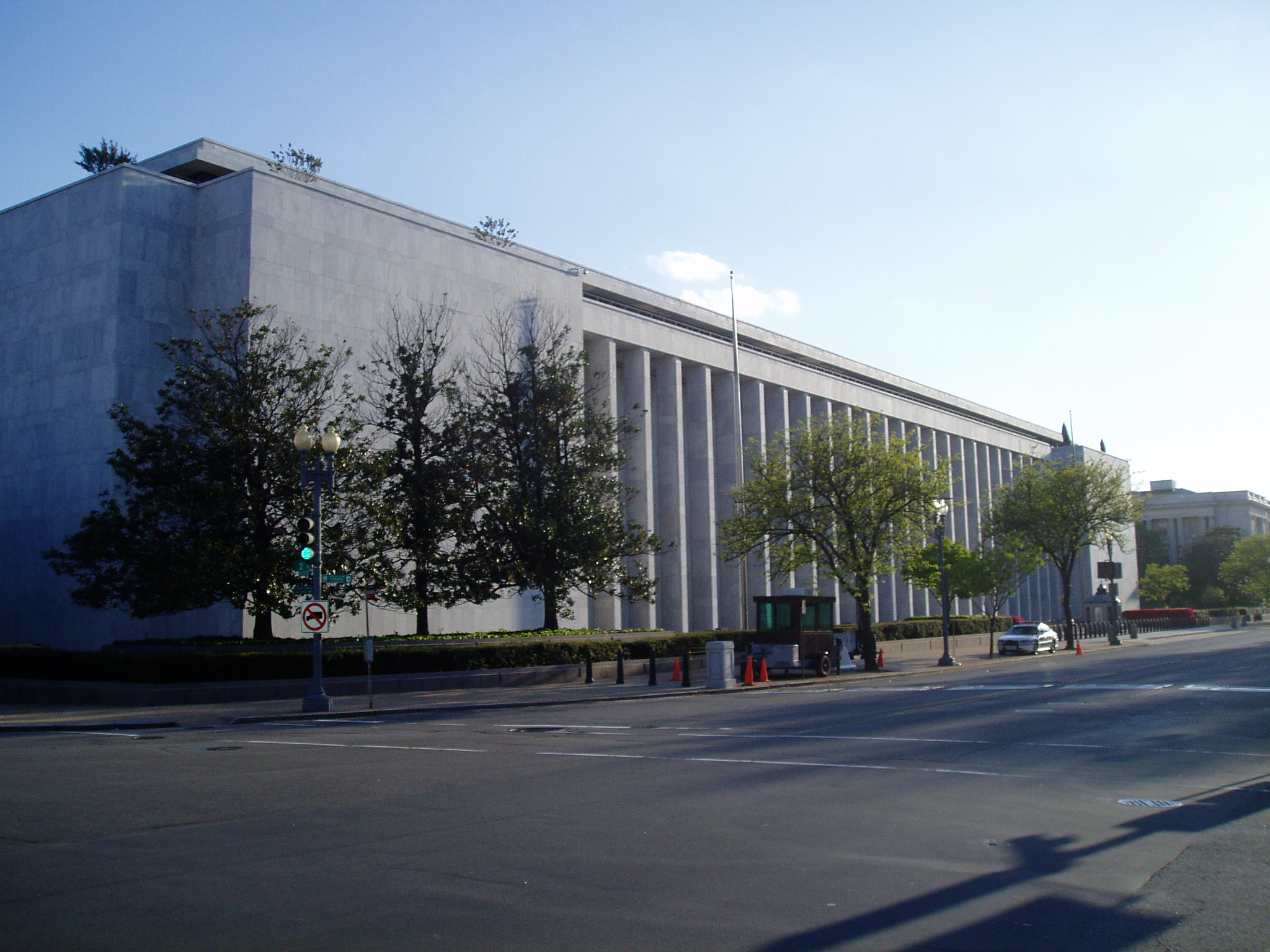
James Madison Memorial-épület